# Colonia la Guadalupana, Guanajuato
Colonia la Guadalupana är en ort i Mexiko.   Den ligger i kommunen Acámbaro och delstaten Guanajuato, i den centrala delen av landet, 190 km väster om huvudstaden Mexico City. Colonia la Guadalupana ligger 1 901 meter över havet och antalet invånare är 125.
Terrängen runt Colonia la Guadalupana är kuperad åt nordväst, men åt sydost är den platt. Runt Colonia la Guadalupana är det ganska tätbefolkat, med 155 invånare per kvadratkilometer. Närmaste större samhälle är Acámbaro, 13,5 km sydost om Colonia la Guadalupana. Trakten runt Colonia la Guadalupana består till största delen av jordbruksmark.